# Na-Ga
Na-Ga(나-가, 일본어: なが)는 일본의 아티스트로 《카논》, 《에어》, 《클라나드》와 같은 비주얼 노벨로 알려진 Key에서 그래픽 디자이너와 일러스트레이터로 활동하고 있다. 1997년부터 1999년까지 Parsoft R에서 재직하며 《덧없는 기억: 아네모네》와 《Sweet Days》를 제작하다가 Key로 이직했다.
이후 《Air》때부터 컴퓨터 그래픽 아티스트로 Key에서 활동해 오고 있으나, 유명해진 것은 히노우에 이타루와 함께 《리틀 버스터즈!》의 원화가로  처음 참여하면서 부터이다. 그는 Key의 7번째 게임인 《리라이트》에서 컴퓨터 그래픽을 담당하고 있다. 또한 2009년 4월 26일, 시나리오 작가인 마에다 준과 함께 신규 프로젝트인 《엔젤 비츠!》의 제작을 발표하고 원화가로서도 다시 참여하고 있다.
현재 그는 동인지 서클 "from-D"에 소속되어 있기도 하다.